# Suite espagnole

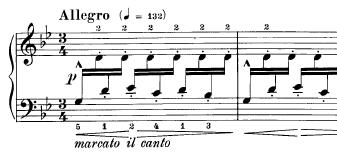
Début dAsturias (Leyenda).

La Suite española ou Suite espagnole, op. 47, est une suite pour piano seul composée par Isaac Albéniz. Cette suite est majoritairement constituée d'œuvres composées en 1886 et rassemblées en 1887 en l'honneur de Marie-Christine d'Autriche, reine d'Espagne. Comme beaucoup d'œuvres pour piano d'Albéniz, ces pièces utilisent différents styles musicaux de régions d'Espagne.

## Origine de la suite
La suite est initialement constituée de quatre pièces : Granada, Cataluña, Sevilla et Cuba. L'éditeur Zozaya republie la Suite espagnole en 1901, en ajoutant Cádiz, Asturias (Leyenda) (en), Aragón et Castilla. Ces nouvelles pièces ont auparavant été publiées dans d'autres éditions, parfois sous un autre nom (Asturias (Leyenda) (en) est le prélude de Chants d'Espagne).
Ces quatre pièces ajoutées ne reflètent pas exactement le style musical de la région qu'elles sont censées dépeindre. Par exemple, Asturias (Leyenda) (en) utilise des rythmes flamenco d'Andalousie et non des rythmes de la région des Asturies. L'Opus 47, le numéro d'opus attribué par Zozaya, n'a aucune relation chronologique avec les autres œuvres d'Albéniz qui ont eu leur numéro d'opus attribué aléatoirement par les différents éditeurs et par Albéniz lui-même.

## La musique
Dans cette suite, le titre de chaque pièce commence par le nom de la région dépeinte puis suit entre parenthèses la forme musicale ou la danse de la région. Grenade en Andalousie est associée à la sérénade, à la Catalogne la Curranda ou courante, à Séville la sevillana, à Cuba (qui est espagnole en 1886) un nocturne dans le style d'une habanera, à la Castille une séguédille, à l'Aragon une fantaisie dans le style d'une jota et à Cádiz une saeta. Ce dernier exemple, comme pour Asturias (Leyenda) (en), est géographiquement erroné.

## Pièces
La suite est composée des pièces suivantes :
1. Granada (Serenade)
2. Cataluña (es) (Courante)
3. Sevilla (Sevillana)
4. Cádiz (Saeta)
5. Asturias (Leyenda) (en) (Prélude)
6. Aragón (Fantaisie)
7. Castilla (Séguédille)
8. Cuba (Caprice)

## Analyse
- Granada : il s'agit d'une sérénade tranquille et sensuelle où la main gauche présente une riche mélodie qui constitue le thème principal. Un second thème, en mode mineur, contraste par son atmosphère mélancolique et mystérieuse.
- Cataluña : le manuscrit, conservé au Conservatoire de Madrid, est daté du 24 mars 1886. Il s'agit d'une corranda (es), danse qui se danse en cercle avec les mains des danseuses sur les épaules des hommes.
- Sevilla : cette pièce a été composée et créée à Madrid en 1886. Albéniz y utilise une Sevillana, avec son panache aristocratique stylisé et une saveur populaire. Elle possède une partie médiane, en forme de copla, présentée par les deux mains à l'unisson.
- Cádiz : c'est une chanson dans laquelle on entend le rasgueo de la guitare, confié à la main gauche, pendant qu'à la main droite est confiée la chanson sous une forme simple. La partie centrale, en mode mineur, introduit une pointe de suave mélancolie.
- Asturias (Leyenda) (en) : c'est probablement la plus connue de toutes les pièces de cette suite. L'auteur l'a sous-titrée Leyenda. Malgré son attribution à la région cantabrique, elle évoque une soleá de saveur profonde et andalouse, avec une copla de style également andalou.
- Aragón : la pièce recrée de manière libre l'ambiance de la jota aragonaise (es) avec sa grande richesse rythmique, qui apparait à travers plusieurs thèmes qui débouchent sur un finale à la virtuosité spectaculaire.
- Castilla : il s'agit de séguédilles, avec leur rythme et leur caractère qui leur sont propres.
- Cuba : le manuscrit de ce caprice, daté du 25 mai 1886, est déposé au Conservatoire de Madrid. Cette pièce reflète le séjour du compositeur à Cuba en 1875, encore adolescent, et en 1881, quand il avait vingt ans. C'est une pièce riche et avec des rythmes contrastés, à l'atmosphère évocatrice et sensuelle.

La suite a été orchestrée par d'autres compositeurs, en particulier par Rafael Frühbeck de Burgos. Des arrangements ont été faits pour d'autres instruments, surtout pour guitare.

## Dans la culture populaire
La pièce Asturias (Leyenda) (en) a été reprise par The Doors pour la chanson Spanish Caravan, incluse dans l'album Waiting for the Sun.
Le thème principal du film Mirrors, composé par Javier Navarrete, est une reprise orchestrale d'Asturias (Leyenda) (en).
L'altiste italien Marco Misciagna a publié l'arrangement d'Asturias (Leyenda) (en) pour alto solo.
Asturias (Leyenda) (en) est entendue dans plusieurs films, dont Les Patriotes (1994) ou Anatomie d'une chute (2023). Dans ce dernier, l'œuvre y est opposée au Prélude no 4 en mi mineur de Frédéric Chopin.